# Тара Мак-Ферсон
Та́ра Мак-Фе́рсон (англ. Tara McPherson; нар. 4 липня 1976, Сан-Франциско, Каліфорнія, США) — американська художниця, ілюстраторка й коміксистка. Мак-Ферсон працює в напрямку попсюреалізму, провідною частиною її творчости є люди та їхні стосунки.

## Життєпис
Навчалася в коледжі Санта-Моніки. Закінчила бакалаврат образотворчого мистецтва у серпні 2001 року в Арт-центрі — коледжі дизайну (Пасадена). Стажувалася у Раф-драфт студіос. 2008 року журнал Elle назвав Тару «принцесою плакатного мистецтва» (англ. the crown princess of poster art). 2011 року відкрила бутик «Котон Кенді Машин» (англ. Cotton Candy Machine) у Нью-Йорку.

## Особисті виставки

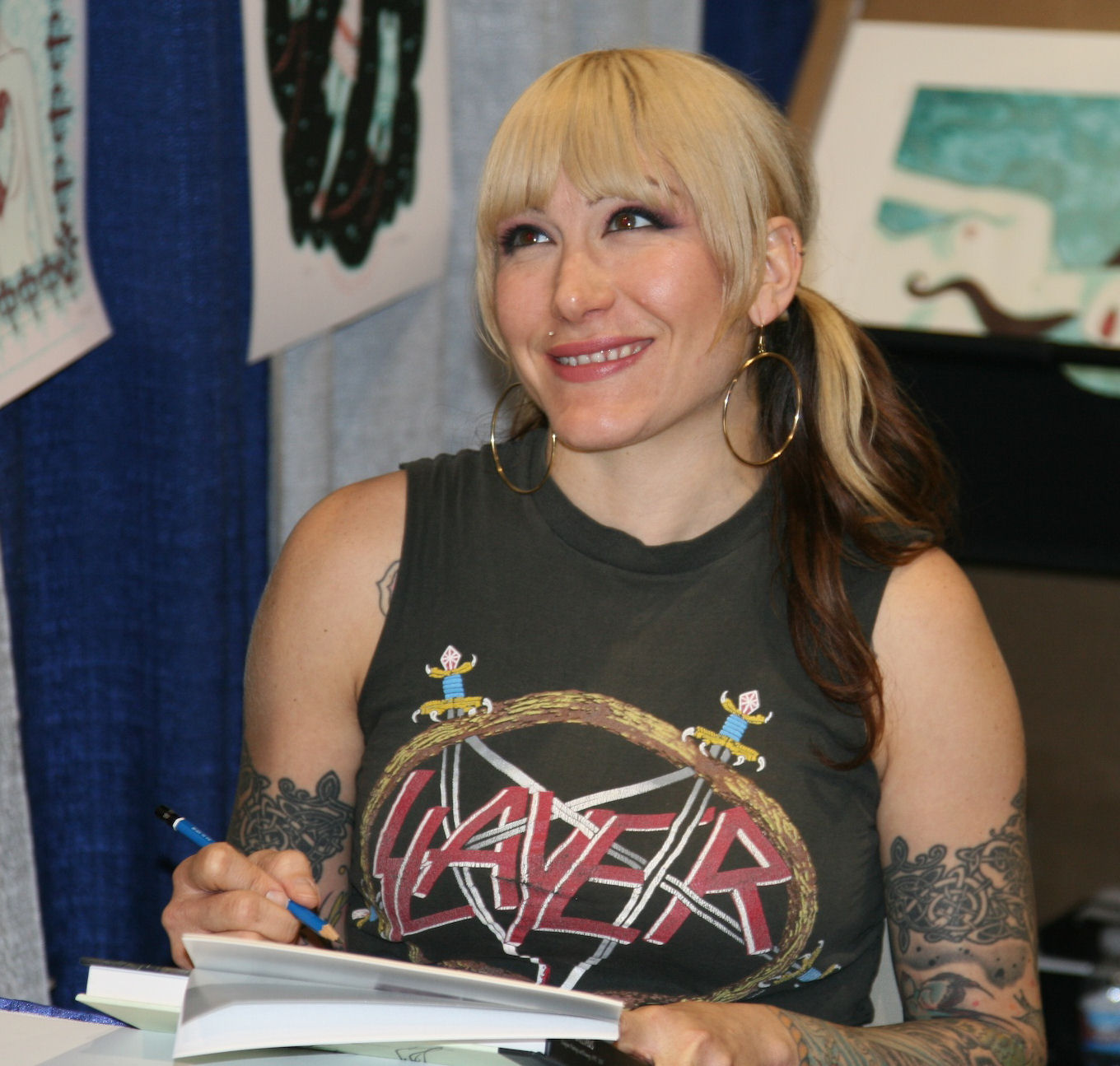
Мак-Ферсон 2007 року

2006 року роботи Мак-Ферсон були показано на особистій виставці BLK/MARKT (досл. Чорний ринок) у Лос-Анджелесі.[джерело?] 2008 року відбулась виставка її робіт у галереї Джонатан Левіна (англ. Jonathan LeVine Gallery) у Нью-Йорку. 2010 року у галереї Джонатана Левіна проводилася виставка Мак-Ферсон «Зайчик на Місяці» (англ. Bunny in the Moon) а 2013 — «Блукливі світила» (англ. Wandering Luminations). 2015 року відбулася перша особиста виставка художниці в Римі, що була підтримана цирковою галереєю «Дороті» (англ. Dorothy Circus Gallery).

## Іграшки
Мак-Ферсон співпрацювала з виробниками іграшок «Кідробот» (англ. Kidrobot), «Той-К'юб» (англ. ToyQube),[джерело?] «Томеносуке» (англ. Tomenosuke), «Циркус Постерус» (англ. Circus Posterus). Після співпраці з «Кідроботом», Тара стала переможницею змагань «Іграшка року» (англ. Toy of the Year) 2012-го. 2018 року Мак-Ферсон стала лавреаткою «Премії дизайнерських іграшок» (англ. Designer Toy Award) за постать Диво-жінки.

## Друкування
Видавництвом «Дарк Горс» було видано низку книг художника авторства Тари Мак-Ферсон:
- “Lonely Heart: The Art of Tara McPherson“.[14]
- “Lost Constellations: The Art of Tara McPherson”.[15]
- “Bunny in the Moon: The Art of Tara McPherson“.[16]
- “Wandering Luminations: The Art of Tara McPherson“.[17]